# Demokratisk Ungdoms Världsfederation
Demokratisk Ungdoms Världsfederation, DUV, (eng. World Federation of Democratic Youth) är en antiimperialistisk ungdomsorganisation som grundades i London den 10 november 1945, på Världsungdomskonferensen. Högkvarteret för DUV ligger i Budapest. DUV anordnar sedan 1947 Världsungdomsfestivalen. DUV kämpar mot fascism, imperialism, militarism och rasism, och för världsfred och internationell solidaritet. DUV har över 160 medlemsorganisationer från mer än 100 länder, och representerar 300 miljoner ungdomar. Dessa organisationer är socialistiskt orienterade, och/eller utgör nationella eller antikoloniala befrielserörelser. I Sverige är Sveriges kommunistiska ungdomsförbund medlem i DUV, samtidigt som Revolutionär kommunistisk ungdom har observatörsstatus. Tidigare var Kommunistisk ungdom medlem. DUV har haft rådgivande status i FN, och fick Peace Messenger Award av Förenta Nationernas generalsekreterare 1987.
Efter kalla krigets slut gick DUV in i en kris när dess viktigaste medlem, Sovjetunionens Komsomol försvann och konflikter uppstod inom organisationen. DUV överlevde krisen och håller fast vid den gamla traditionen att hålla ungdomsfestivaler vart fjärde år.